# Războiul Colonial Portughez

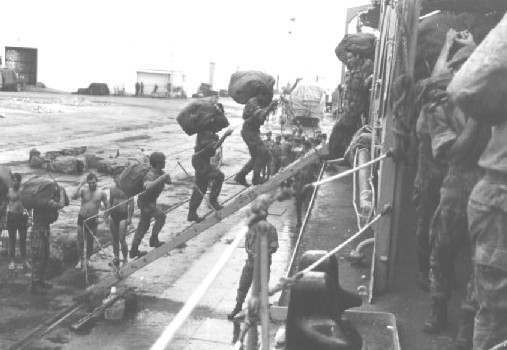
Îmbarcarea trupelor portugheze în timpul războiului.

Se numește Războiul Colonial, Războiul de Peste Mări (portugheză Guerra do Ultramar, denumirea oficială în limba portugheză a conflictului militar încheiat la 25 aprilie 1974) sau Războiul de Eliberare (denumire folosită mai ales de luptătorii africani pentru independență) o perioadă a confruntărilor între Forțele Armate Portugheze și forțele militare organizate ale mișcărilor de eliberare națională din fostele provincii de peste mări — Angola, Guineea-Bissau și Mozambic care a avut loc între 1961 și 1974. În timpul conflictului, în Portugalia era folosit termenul popular: Războiul din Africa.
Acest episod al istoriei militare portugheze a început în Angola la data de 4 februarie 1961 într-o regiune cunoscută sub denumirea de Zona Indignată a Nordului (Zona Sublevada do Norte), care cuprinea provinciile Zaire, Uíje și Cuanza-Norte. Revoluția Garoafelor din Portugalia a marcat sfârșitul beligeranței. Concomitent cu instaurarea unui nou regim politic, angajamentul armatei portugheze în Africa și-a pierdut sensul. Noua conducere instaurată în urma revoluției victorioase a anunțat democratizarea statului și disponibilitatea de a accepta pe calea negocierilor independența coloniilor, angajându-se să negocieze fazele tranziției către suveranitate cu mișcările de eliberare angajate în luptă.
În timpul desfășurării ostilităților a fost necesară dispersarea progresivă a forțelor mobilizate pe toate cele trei teatre de luptă, proporțional cu lărgirea fronturilor care, la începutul deceniului 70', au atins nivelul lor critic. Justificarea părții portugheze pentru angajarea în luptă a fost susținută politic prin principiul de apărare a teritoriului considerat a fi „național”, bazându-se ideologic pe conceptul națiunii intercontinentale și multirasiale. De cealaltă parte, mișcările de eliberare se justificau politic bazându-se pe principiul inalienabil al dreptului la autodeterminare și independență, cu sprijinul și încurajarea comunității internaționale.